# Wilhelm Deimann
Josef Friedrich Wilhelm Deimann (* 20. Juni 1889 in Brilon, Westfalen; † 19. August 1969 in Münster) war ein deutscher Philologe.

## Leben
Er war Gymnasiallehrer in Werne, später Oberregierungs- und Schulrat in Minden, Herausgeber der „Beiträge zur Niedersächsischen Literatur-Geschichte“ und Mitherausgeber der Zeitschrift „Markwart. Blätter für die Verwirklichung des deutschen Volksliteratur-Gedankens“.
Wilhelm Deimann ist einer der Autoren, die in der Zeit des Nationalsozialismus die Löns-Sekundärliteratur maßgeblich mitgeprägt hat. Schon mit der Titelfindung seines Buches „Hermann Löns, der Künstler und Kämpfer (Hannover 1935)“ wird eine Anpassung an die Blut-und-Boden-Ideologie vorgenommen. Ähnliche Tendenzen verfolgte Deimann schon im Jahr der Machtergreifung mit seinem Werk „Hermann Löns - Das deutsche Buch“ (Hannover 1933), in dem Löns als Schriftsteller für alle Deutschen empfohlen wird. Im Vorwort zu diesem Textband heißt es „Gefühlstiefe, Kämpfergeist, Prophetentum sind die Hauptwesenszüge, die aus dem leiblichen und geistigen Antlitz von Hermann Löns zu uns sprechen.“
Er war von 1934 bis 1937 als Ratsherr in Werne tätig. Er trat zum 1. Mai 1933 der NSDAP bei (Mitgliedsnummer 2.159.211), war dort von 1933 bis 1936 Ortsgruppenleiter und ab 1938 Gauhauptstellenleiter im Gauschulungsamt.

## Werke (Auswahl)
- Der Künstler und Kämpfer, eine Löns-Biographie und Briefausgabe, Hannover 1935
- Hermann Löns, ein soldatisches Vermächtnis, Berlin 1939
- Der andere Löns, Münster 1965